# Hemidactylus klauberi
Hemidactylus klauberi är en ödleart som beskrevs av  Giuseppe Scortecci 1948. Hemidactylus klauberi ingår i släktet Hemidactylus och familjen geckoödlor. Inga underarter finns listade i Catalogue of Life.